# Шаста (народ)
Шаста, Shasta, Chasta — племя индейцев, проживавшее ранее на севере штата Калифорния и на юге Орегона. Говорили на языке, принадлежавшем к шастанской семье.
Исторически шаста проживали в Долине Шаста, ныне округ Сискию в Калифорнии.
В племя шаста также входили ряд мелких племён, говоривших на родственных языках шастанской семьи — среди них кономиху, шаста из Нью-Ривер и окванучу.
Племя шаста до сих пор не признано на федеральном уровне как самостоятельное племя. Шаста в штате Орегон входят в состав Конфедерации племён Гранд-Ронд. Многие бывшие члены племени шаста вошли в состав племён карук и альтурас. По данной причине численность шаста с трудом поддаётся оценке (по оптимистичным подсчётам, она составляет несколько тысяч человек).